# Casa Blanca (Puebla)
Casa Blanca es una localidad del estado mexicano de Puebla. Es cabecera del municipio de Amozoc.

## Demografía
| Censo | Población |
| ----- | --------- |
| 1980  | 1 820     |
| 1990  | 6 769     |
| 1995  | 11 960    |
| 2000  | 13 733    |
| 2005  | 13 361    |
| 2010  | 17 262    |
| 2020  | 12 841    |